# Jaskinia w Czubie Jaworzyńskiej
Jaskinia w Czubie Jaworzyńskiej (Jaskinia Jaworzyńska, Jaskinia w Jaworzyńskiej Czubie) – jaskinia w dolinie Jaworzynce w Tatrach Zachodnich. Wejście do niej znajduje się w Żlebie pod Czerwienicą na wysokości 1410 metrów n.p.m. Długość jaskini wynosi 160 metrów, a jej deniwelacja 39,3 metrów.

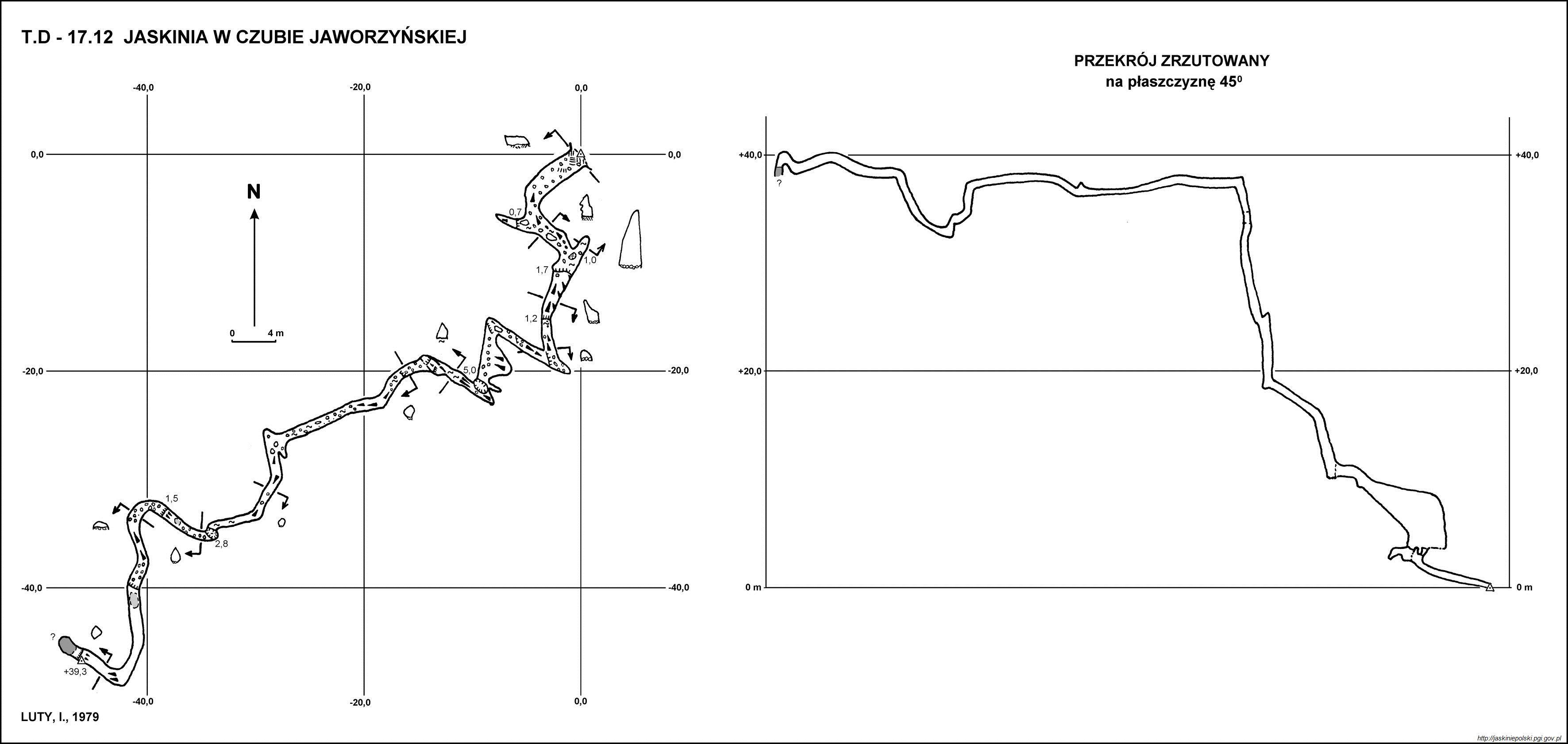
Plan jaskini

## Opis jaskini
Jaskinia ma kształt rury z wieloma zakrętami. Z otworu wejściowego idzie się w górę korytarzem do ciasnego przełazu, za którym znajduje się zawaliskowa salka. Stąd obszerny ciąg prowadzi do wysokiej szczeliny i dalej do 5-metrowego komina. Nad kominem idzie stromy korytarz przechodzący w rurę i dochodzący do studzienki. Z jej dna idzie się przez pochylnie oraz małe kaskady do syfonu. Za syfonem jest wąski korytarz, który prowadzi stromo do góry i po kilkunastu metrach kończy się zawaliskiem.

## Przyroda
W jaskini można spotkać nacieki grzybkowe, nieliczne stalaktyty oraz grube warstwy mleka wapiennego. 
W przeszłości ten system jaskiniowy odwadniał Turnie Jaworzyńskie. Obecnie tylko w górnej części jaskini  jest mokro. Zimą w syfonie poziom wody bywa tak niski, że można go przejść bez problemu.
Jaskinia łączy się prawdopodobnie z Jaworzyńską Nyżą pod Iglicą.

## Historia odkryć
Jaskinia została odkryta przez W. Majewskiego w 1967 roku. Została spenetrowana przez Z. Tkacza, W. Majewskiego i M. Lipińskiego, którzy w 1976 roku opublikowali jej dokładny opis.